# Plzeň
Plzeň (tysk: Pilsen), er den fjerdestørste by i Tjekkiet og ligger i den vestlige del af Bøhmen. Den er det administrative hovedkvarter for regionen Plzeňský kraj. Plzeň er blevet kendt for at have lagt navn til øltypen pilsner og for Škodafabrikkerne, der ligeledes ligger i byen. Bispesædet og universitetsbyen har yderligere en betydelig position som et stærkt industri-, handels-, kultur- og administrationscentrum. Byen har et indbyggertal på knap 163.000 mennesker.
Byen, der ligger godt 90 km sydvest for Prag, ligger hvor fire floder løber sammen og danner floden Berounka.